# 朝鮮史 (歴史書)
朝鮮史（ちょうせんし）は、日本の朝鮮総督府が編纂した古代から1894年までの朝鮮半島の歴史書。全37巻。

## 概要
日韓併合直後より、日本側において朝鮮半島植民地化の正当性を示すために朝鮮半島の本格的な通史編纂を計画し、黒板勝美・三浦周行・今西龍らに検討させたのが始まりとされている。
実際に計画が動き出したのは、1922年に中枢院の下に「朝鮮史編纂委員会」が設置され、1925年に勅令でこれを朝鮮史編修会に改組してから後のことになる。同会には今西龍や稲葉岩吉・末松保和・中村栄孝ら日本側の歴史学者のみならず、洪憙・李能和・崔南善・李丙燾ら朝鮮側の知識人・文化人も参加し、その数は合わせて41名にのぼる。
1932年から刊行が開始され、1938年に本編の刊行が終わり、残された索引も1940年には完成した。朝鮮半島全域および日本・満州などに採訪して借用された資料は4,950点、そのうち重要なものを選んで作成した複本が1,623冊、本文・史料よりなる稿本は3,500冊にのぼる。実際に刊行されたのは稿本のうち史料を除いた部分にあたり、目録にあたる巻首1巻・本編35巻・索引1巻の計37巻である（史料のうち特に重要なものは別途『朝鮮史料叢刊』・『朝鮮史料集真』（写真集）として刊行された）。本編は全6編からなり、時代順に三国時代以前の「新羅統一以前」、新羅による半島統一後の「新羅統一時代」、高麗が支配した「高麗時代」、李氏朝鮮が支配した「朝鮮時代」（前期・中期・後期の全3編）という構成になっている。当時、日本で編纂事業が行われていた『大日本史料』・『大日本古文書』に倣って歴史的事項を日本語によってその概要を記し、それらを年月順に配列して史料典拠を付している。ただし、第1編だけは朝鮮半島・中国・日本を原文のまま収めている。 
植民地支配という特殊な状況下において実証主義に徹した歴史書としての評価がある反面、現在の韓国では「植民支配」を代表する歴史書としての評価もなされ、1894年（日清戦争）以後が編纂されなかったのは、現代（当時の日本による植民地統治）に支障があるためであったという主張もされている。また、編纂に関わった朝鮮人の中には戦後、「親日派」として糾弾された者も存在する。
なお、編纂当時、朝鮮総督府および朝鮮史編修会が旧対馬藩主の宗家から購入した近世日朝関係史に関連する史料数万点（「対馬宗家文書」）が韓国側に接収され、現在もソウルの韓国国史編纂委員会が所蔵していると言われており、朝鮮王室儀軌など日本側に持ち出された文献の返還問題と並んで、現在も日韓間の大きな問題となっている。
なお国立国会図書館近代デジタルライブラリーにて、全巻が閲覧可能である。
韓国の이주한 （ハンガラム歴史文化研究所研究委員）は、「檀君神話は事実ではなく、単なる神話にすぎない」「中国からの遺民の衛満が建国した衛氏朝鮮は韓半島で建てられた最初の国である」「韓半島の鉄器文化は中国から流入した」という歴史観は、「韓半島の古代史が日本植民地時代の朝鮮総督府によって歪曲された」ものであり、「日本は1910年から韓国の古代史を抹殺するために数十万冊の史料を回収・廃棄し、朝鮮史編修会を通じて2万4千ページにのぼる『朝鮮史』を新たに発刊した。『朝鮮史』発刊の目的は、朝鮮の歴史から古朝鮮を消去することであり、日本の歴史より長い朝鮮史を取り除くことだった」として、「古代韓国文化が、中国の黄河流域やシベリア地域から流入されたという先入観を捨てなければない」と主張しており、古朝鮮の鉄器生産は紀元前13世紀であり、中国の紀元前8世紀よりもはるかに上回り、鉄器は、中国から輸入されたものではなく、古朝鮮の領土である満州と韓半島地域の東夷族の発達した鉄器文明を中国が輸入したものであり、さらに「古朝鮮の周辺国に過ぎなかった戦国時代の燕の衛満が1000人を率いて古朝鮮に入国し、朝鮮の歴史において初めての強力な国家を作った」という歴史観も、古代朝鮮史の主体を中国人にするために操作されたものであり、朝鮮総督府の『皇国史観』によるものと主張している。

## 内容
- 巻首（総目録）
- 第1編（今西龍は、第一編の編修範囲について、「第一編の事に就いては担任著たる私から申し上げます。凡そ古代の歴史を修めるのには民族を主にするか、土地を主にするか二つの方法がありますが、第一編は民族を主として編纂致します。従って主たる民族の流れに関係のある限り、又それを説明する上に必要と考えられる限りは周囲の諸民族の記事も当然採入れます」と述べている[7]。）
  - 朝鮮史料
  - 日本史料
  - 支那史料
- 第2編
- 新羅文武王9年（669年）－高麗太祖18年（935年）
- 第3編
  - 高麗太祖19年（936年）－宣宗元年（1083年）
  - 高麗宣宗2年（1084年）－毅宗元年（1146年）
  - 高麗毅宗2年（1147年）－高宗10年（1232年）
  - 高麗高宗11年（1233年）－忠烈王5年（1278年）
  - 高麗忠烈王6年（1279年）－忠恵王元年（1330年）
  - 高麗忠恵王2年（1331年）－廃王元年（1374年）
  - 高麗廃王2年（1375年）－恭譲王4年（1391年）
- 第4編
  - 朝鮮太祖元年（1392年）－太宗10年（1410年）
  - 朝鮮太宗11年（1411年）－世宗5年（1422年）
  - 朝鮮世宗6年（1423年）－世宗24年（1441年）
  - 朝鮮世宗25年（1442年）－世祖12年（1466年）
  - 朝鮮世祖13年（1467年）－燕山君3年（1496年）
  - 朝鮮燕山君4年（1497年）－中宗10年（1515年）
  - 朝鮮中宗11年（1516年）－中宗35年（1540年）
  - 朝鮮中宗36年（1541年）－宣祖4年（1570年）
  - 朝鮮宣祖5年（1571年）－宣祖25年（1591年）
  - 朝鮮宣祖26年（1592年）－宣祖41年（1608年）
- 第5編
  - 朝鮮光海君即位年（1608年）－仁祖3年（1625年）
  - 朝鮮仁祖4年（1626年）－仁祖15年（1637年）
  - 朝鮮仁祖16年（1638年）－孝宗8年（1657年）
  - 朝鮮孝宗9年（1658年）－顕宗14年（1672年）
  - 朝鮮顕宗15年（1673年）－粛宗15年（1689年）
  - 朝鮮粛宗16年（1690年）－粛宗36年（1710年）
  - 朝鮮粛宗37年（1711年）－英祖2年（1726年）
  - 朝鮮英祖3年（1727年）－英祖25年（1749年）
  - 朝鮮英祖26年（1750年）－英祖51年（1775年）
  - 朝鮮英祖52年（1776年）－正祖24年（1800年）
- 第6編
  - 朝鮮純祖即位年（1800年）－純祖20年（1820年）
  - 朝鮮純祖21年（1821年）－憲宗6年（1840年）
  - 朝鮮憲宗7年（1841年）－哲宗14年（1863年）
  - 朝鮮李太王即位年（1863年）－李太王31年（1894年）
- 総索引